# Riboza
Riboza je pentoza u kategoriji monosaharidnih ugljikohidrata, kemijske formule C5H10O5. Riboza ulazi u sastav nukleotida ribonukleinske kiseline kao pentoza uz fosfat i dušične baze.
| D-riboza | L-riboza |